# Ein Sommer, den man nie vergißt
Ein Sommer, den man nie vergißt ist ein deutscher Liebesfilm aus dem Jahre 1959 von Franz Marischka mit Claus Biederstaedt, Antje Geerk und Karin Dor in den Hauptrollen. Der Geschichte lag der Roman „Margueriten am See“ von Marion Jahn zugrunde.

## Handlung
Der junge Ernst Leuchtenthal plant zu Studienzwecken für ein Jahr in die USA zu reisen. Vorher wird er noch von seinem Vater zu einem Gespräch gebeten. Konsul Leuchtenthal will, nicht ohne Hintergedanken, seinen Sohn noch „gut“ verheiraten, ehe der nach Übersee entschwindet. Der Alte hat die noch sehr junge und attraktive Christine von Auffenberg im Sinn, die eine Zuchtfarm für edle Chinchillas betreibt. Dies würde sich gut mit dem Gewerbe des Konsuls vertragen, denn der verdient gutes Geld als Pelzhändler. Ernst ist nicht allzu begeistert davon, eine Frau, die sein Vater für ihn ausgesucht hat, zu ehelichen, zumal er Christine nicht liebt. Im örtlichen Kinderheim begegnet er der hellblonden Marianne, und für ihn ist es wie die Liebe auf den ersten Blick. Nach kurzer Zeit ist ihm auch Marianne zugetan und die beiden verbringen miteinander eine einzige Liebesnacht. Denn schon am Tag darauf geht Ernsts Flug nach Amerika. Zwar schreibt er ihr von dort. Aber Mariannes Tante Dr. Elisabeth Manning, die Leiterin des Kinderheims, hat andere Pläne für Marianne und lässt die Briefe verschwinden. Als Marianne nach Monaten noch immer keine Post von Ernst erhalten hat und sie mittlerweile weiß, dass sie schwanger ist, geht Marianne zu Konsul Leuchtenthal, von dem sie die amerikanische Adresse von Ernst erbittet. Da der Konsul kein Interesse daran hat, seinen Sohn und das Mädchen aus einfachen Kreisen zusammenkommen zu lassen, verweigert er Marianne kurzerhand Ernsts Anschrift in den Staaten.
Der verwitwete Tierarzt Dr. Bachmaier ist schon seit langer Zeit an Marianne interessiert und würde sie auch gern heiraten, obwohl er weiß, dass sie von Ernst das Kind erwartet. Als Mariannes Tante von den Begleitumständen um das Ungeborene erfährt, erkennt sie, welches Unheil sie angerichtet hat. Sie wird unachtsam im Straßenverkehr und wird von einem Lastwagen überfahren. Der Aufprall ist derart stark, dass sie noch am Unfallort verstirbt. Derweil fragt sich Ernst in den USA, wieso er kein einziges Schreiben von Marianne, die mittlerweile den Haushalt des Tierarztes führt, erhalten hat. Christine begibt sich selbst in die Vereinigten Staaten und nun scheint Ernst gewillt, die hübsche junge Brünette zu ehelichen. Erst als er nach Deutschland heimkehrt erfährt er von den unterschlagenen Briefen. Christine und der Tierarzt erkennen, dass Marianne und Ernst einander lieben und stehen ihnen nicht im Wege.

## Produktionsnotizen
Ein Sommer, den man nie vergißt entstand im Spätsommer und Frühherbst 1959 in Kärnten (rund um den Wörthersee) und wurde am 18. Dezember 1959 im hannoverschen Regina-Kino uraufgeführt. 
Alexander Golling hatte die Herstellungsleitung. Ingeborg Grützner entwarf die Kostüme, Carl L. Kirmse und Franz Bi gestalteten die Filmbauten. Für den 71-jährigen Kirmse war dies der letzte Film. Auch der 65-jährige Produktionsleiter Oskar Marion, wie Kirmse seit Stummfilmzeiten aktiv, gab hier seine Abschiedsvorstellung.

## Kritik
Im Filmdienst heißt es: „Eine Schnulze, die alle seichten Register zieht und ein nur schwer zu ertragendes Potpourri einschlägiger Zutaten anrührt.“